# Дрожалковые (порядок)
Дрожа́лковые (лат. Tremellales) — порядок грибов из класса Тремелломицеты (Tremellomycetes). Содержит около 300 видов. Два вида из рода Tremella съедобны и культивируются. Несколько видов дрожжей родов Cryptococcus и Trichosporon патогенны для человека.

## Характеристика
Четырёхклеточная базидия этих грибов имеет шаровидную или чуть продолговатую форму. Перегородки расположены так, что при взгляде сверху образуют крест. У видов со студенистыми плодовыми телами стеригмы длинные, цилиндрической формы; у видов с плодовыми телами сухой консистенции — короткие и шиловидные.

## Биология
Грибы этого порядка телеоморфные и анаморфные, большинство являются дрожжами. Все телеоморфные виды паразитируют на других грибах.